# Máramarosi-havasok Natúrpark
A Máramarosi-havasok Natúrpark (románul Parcul Natural Munții Maramureșului) IUCN V-ös besorolású védett terület Romániában, Máramaros megye területén, Borsa és Felsővisó városok vonzáskörzetében. Szerepe a táj és a helyi hagyományok megőrzése, a természeti, szellemi és kulturális örökségvédelem, a fenntartható erdőgazdálkodás és az ezen értékek mentén való turizmusfejlesztés.

## Fekvése
Elhelyezkedése megközelíti a Máramarosi-havasok kiterjedését. A hegység hozzávetőleg 1500 km²-es területéből mintegy 1334 km² területet foglal el. Borsa és Felsővisó városok mellett Ruszpolyána, Oroszkő, Petrova, Petrovabisztra, Majszin és Alsóvisó községek adminisztratív területén helyezkedik el.

## Természetvédelmi területek
A Natúrpark területén a következő országos jelentőségű rezervátumok találhatóak:
- Cornu Nedeii – Ciungii Bălăsânii rezervátum
- Várkő-csúcs (Farcău) – Vércse-tó (Vinderel) – Mihăilecu-csúcs természetvédelmi terület
- Tomnatec-Sehleanu nárciszmező
- Sâlhoi-sziklák – Zâmbroslavele természetvédelmi terület

Továbbá magába foglal még két Natura 2000-es területet több száz km² kiterjedésben.

## Hidrográfia
A Natúrpark területén a legjelentősebb folyóvíz a Visó. Mellékvizei: Borsa-patak (Tâșla), Vasér, Ruszkova-patak, Frumușaua-patak és a Bisztra-patak. A Ruszkova-patak mellékvizei: Rika-patak, Repedea-patak, Socolău, Bardiu és a Cvaşniţa.
Két jelentős tó található még a területen: a Vércse-tó (Vinderel) és a Tăul Roșu.